# Grube Fortuna A und B
Die elektrischen Tagebaulokomotiven Grube Fortuna A und B wurde bei Krauss-Maffei und BBC 1949 in zwei Exemplaren gefertigt. Sie wurden als Industrielokomotiven mit Zahnradantrieb gebaut. Sie wurden als reine Berglokomotiven für den Kohletransport der Grube Fortuna von Rheinbraun verwendet.
Die Lokomotiven waren die Ablöse der vor ihnen bei der Grube Fortuna verwendeten Zahnradlokomotiven von Borsig und SSW und waren als Zahnradlokomotive A und B eingestuft. Sie wurden nach nur vier Jahren Einsatz ausgemustert und verschrottet.

## Geschichte
Seit den 1930er Jahren betrieb die Grube Fortuna eine Kohleförderung mit einer 700 m langen Kohlenausfahrt, die mit einer Steigung von 80 ‰ angelegt wurde. Die Grubenausfahrt wurde mit einem Gleis mit Zahnstange nach dem System Strub und einem Gleis ohne Zahnstange verlegt. Zuerst wurden auf dieser Strecke zwei gebrauchte Zahnradlokomotiven aus dem Jahr 1927 verwendet. 1949 war die Beschaffung von zwei neuen Lokomotiven für den ausschließlichen Zahnradantrieb erforderlich, die von Krauss-Maffei und BBC geliefert wurden.
Die eingesetzten Lokomotiven haben die Leistung der für ähnlichen Betrieb konzipierten Lokomotiven Maschinenfabrik Esslingen 4420 und 4421 nicht erreicht. Sie führten für die Steigungsstrecke den ausführlichen Leistungsfahrbetrieb aus. Dabei standen sie stets auf der Talseite der aufwärts bzw. abwärts zu befördernden Einheit. Da der Bereich mit der Zahnradstrecke in den 1950er Jahren ausgekohlt war, wurden die Lokomotiven 1953 wieder ausgemustert. Da für die neuwertigen Lokomotiven kein neues Einsatzgebiet zu finden war, wurden sie wenig später verschrottet.

## Technik
Die Zahnradlokomotiven besaßen einen Endführerstand und einen Vorbau, in dem die komplette Maschinenanlage untergebracht war. Darüber war ein Träger, der zur zusätzlichen Aussteifung der Maschinenanlage bei der mittig angeordneten Antriebsanlage diente. Sie hatten die Achsfolge 1’zzzz1’, d. h. es sind zwei Einachsdrehgestelle mit Laufachsen und vier mittlere Zahnräder als Antriebsräder, die ausschließlich im Bereich der Zahnstange wirkten. Die bergwärtige Seite der Lok war mit Puffern und einer Behelfskupplung zur Kupplung der Zugeinheit oder im Falle einer Überführung in die Werkstatt ausgerüstet, die andere Seite war lediglich mit Behelfspuffern versehen.
Die Antriebsmotoren in Tatzlagerbauart waren fremdbelüftet. Die zwei Lüfter saßen im Bereich der Maschinenanlage mit der Abschrägung und dienten der Kühlung der Fahrmotoren und der elektrischen Anlage.
Die elektrische Ausrüstung stammte von BBC. Neben der elektrischen Widerstandsbremse war eine Druckluftbremse vorhanden, die als Klotzbremse auf die zwei antriebslosen Räder wirkte. Eine Bandbremse konnte die Lok innerhalb kürzester Distanz stillsetzen.
Die Lokomotiven waren mit einem Dachstromabnehmer ausgerüstet, über der Zahnradstrecke der Grube lag nur eine mittlere Fahrleitung.